# RIGOL Technologies
RIGOL Technologies est un fabricant chinois d'instruments de mesure pour l'électronique générale.
RIGOL a été fondée à Pékin en 1998 et a commercialisé son premier produit, un oscilloscope numérique virtuel, en mai 1999. Actuellement, RIGOL a son siège à Beijing et des bureaux à Suzhou, Hong Kong, Portland, Tokyo et Munich.
La ligne de produits de RIGOL comprend des oscilloscopes numériques, des analyseurs de spectre radiofréquence, des multimètres numériques, des générateurs de signaux basse et haute fréquence et des alimentations stabilisées de laboratoire. RIGOL a aussi fabriqué en tant qu'équipementier des oscilloscopes d'entrée de gamme pour  la division électronique d'Agilent, devenue Keysight en 2014.